# Трав'янка європейська

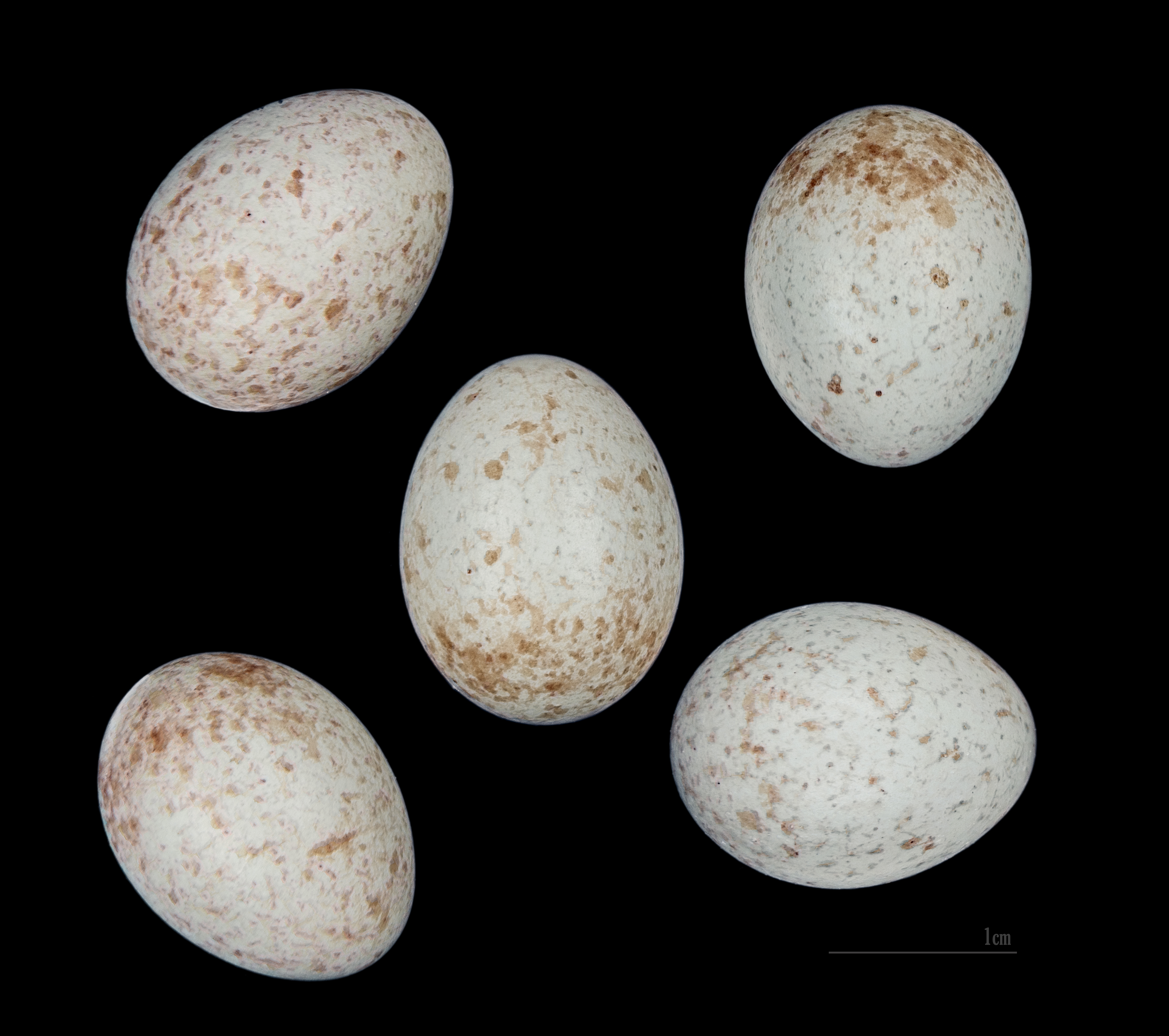
Яйця Saxicola rubicola

Трав'янка європе́йська, або звича́йна (Saxicola rubicola) — невеликий комахоїдний горобцеподібний птах, що інколи класифікується як підвид чорноголової трав'янки (Saxicola torquata). В Україні гніздовий перелітний птах.

## Зауваження щодо систематики
Saxicola rubicola як самостійний вид почали виділяти лише з середини 2000-х років. До цього усі систематики розглядали його як підвид Saxicola torquata (що включав також велику кількість інших підвидів). Ряд робіт, що базуються на методах молекулярної біології, обґрунтовують необхідність розділення виду Saxicola torquata на ряд дочірніх видів. У такому разі вид Saxicola torquata набуває ранг надвиду, а Saxicola rubicola стає видом. Слід зауважити, що ця систематика не є широко вживаною, наприклад у багатотомнику по птахам світу «Handbook of the Birds of the World» (2005), а також на сайті МСОП Saxicola torquata розглядають як один широкий вид.